# Gordon MacRae
Gordon MacRae, właśc. Albert Gordon MacRae (ur. 12 marca 1921, zm. 24 stycznia 1986 w Lincoln) – amerykański aktor i piosenkarz.
8 sierpnia 1979 otrzymał własną gwiazdę w Alei Gwiazd w Los Angeles znajdującą się przy 6325 Hollywood Boulevard.
W 1942 zadebiutował na Broadwayu, wkrótce potem zdobywając swój pierwszy kontrakt nagraniowy. Wiele jego hitowych nagrań zostało nagranych z Jo Stafford.

## Filmografia
- 1949: Look for the Silver Lining jako Frank Carter
- 1951: Nad księżycową zatoką jako William „Bill” Sherman
- 1953: W świetle księżyca jako William „Bill” Sherman
- 1953: Pieśń pustyni jako Paul Bonnard
- 1955: Oklahoma! jako Curly McLain
- 1956: Carousel jako Billy Bigelow
- 1980: The Pilot jako Joe Barnes